# 財務捜査官 雨宮瑠璃子
『財務捜査官 雨宮瑠璃子』（ざいむそうさかん あまみやるりこ）は、2004年から2014年までTBS系で放送されたテレビドラマシリーズ。全8回。主演は浅野ゆう子。
放送枠は「月曜ミステリー劇場」（第1作・第2作）、「月曜ゴールデン」（第3作 - 第8作）。
財務解析センターは捜査二課に協力して、犯罪に関連する帳簿などを調べるスペシャリストの集団である。

## 登場人物

### 警視庁捜査二課財務解析センター
ドアのネームプレートは、第2作は「捜査二課財務解析センター」で第4作からは「財務解析センター」になっている。
雨宮瑠璃子
演 - 浅野ゆう子
財務捜査官。清和銀行の融資係に勤めていた地味な独身OL。警視庁の採用試験を受け合格し警視庁捜査二課財務解析センターに配属される。
松下静夫
演 - 梨本謙次郎（第1作・第3作 - 第8作）
財務捜査官。元は商社の経理担当。裏帳簿に精通しており、かつては自分でも作っていたことを第1作で瑠璃子に話している。
松岡謙吾
演 - 佐戸井けん太（第2作）
財務捜査官。
中島幸太
演 - 津田寛治
財務捜査官。前職は公認会計士。
高橋清二
演 - 伊藤正之
財務捜査官。前職は信用金庫の職員。破綻して現在はないということが第1作で語られている。
藤堂房雄
演 - 伊武雅刀
財務解析センター室長。

### 警視庁捜査一課
村上徳郎
演 - 柳葉敏郎
刑事。体力とカンで事件を解決する熱血漢。キャバクラの常連でもある。
下田敏夫
演 - 光石研（第1作）、萩原流行（第3作）、田山涼成（第4作）
係長。
山下宏志
演 - 平賀雅臣（第2作）
係長。
清水春樹
演 - 海老原敬介（第1作 - 第4作）
刑事。村上の部下。
越水健太
演 - 佐野賢一（第5作）
刑事。村上の部下。
五十川圭
演 - 若山慎（第6作 - 第8作）
刑事。村上の部下。

### ゲスト
第1作「元銀行員の財務捜査官・雨宮瑠璃子が、古巣の銀行で起きたOL殺人事件と3億円横領事件の謎を追う。」（2004年）
- 多田野浩一（清和銀行渋谷支店 副支店長・瑠璃子の銀行員時代の同期） - 神保悟志
- 桐野美佐子（清和銀行渋谷支店 融資課長） - 辻沢杏子
- 景山正夫（清和銀行渋谷支店 支店長） - 中根徹
- 山崎昌子（仕出し弁当屋「優膳」社長・小夜子の同級生） - 立石凉子
- 早坂義男（早坂不動産 社長） - 山田明郷
- 田辺美香（エステクラブ社長） - 星遙子
- 市川史恵（闇金融従業員） - 浅野麻衣子
- 佐島ホテル 女将 - 栗田よう子
- 景山朝子（景山の妻） - のむらゆみ
- 山本（清和銀行渋谷支店 行員） - 布施あい子
- 鈴木康之（警視庁捜査二課長） - 風間トオル
- 山崎（昌子の夫・4年前死亡） - 蔵一彦
- 柴田敏夫（闇金融会社社長） - 崎山凛
- 宮原小夜子（5年前死亡） - 大原真理子
- エステクラブ社員 - 海島雪
- 香田（清和銀行渋谷支店 行員） - 大江聡
- 宮原孝史（大東和電器 社長） - 秋野太作
- 大森啓祠朗、平尾良樹、小山弘訓、積圭介、中島秀敏

第2作「美容整形の誘惑が死を招く…謎の名門女子大連続殺人!! 25億の架空寄付金に秘められた驚愕の真実とは!? 領収書の暗号が真犯人を暴く」（2005年）
- 桂木光雄（共和女子大学 環境建築学助教授・光太郎と文絵の息子） - 東幹久
- 中山凛子（共和女子大学 桂木研究室助手・村上の元恋人） - 遠山景織子
- 塚原昭夫（共和女子大学 学長秘書） - 矢島健一
- 青木美佐（エル整形美容 社長） - 原久美子
- 藤島美也子（共和女子大学 経理課職員） - 遠野舞子
- 内田亜由美（共和女子大学 学生・風俗嬢） - 畑中映里佳
- 沢井絵梨香（共和女子大学 学生・風俗嬢） - 高松あい
- 桂木光太郎（共和女子大学 学長） - 寺泉憲
- 三沢多賀子（共和女子大学 環境栄養学教授・光太郎の愛人） - 新藤恵美
- 吉井（栞の父） - 潮哲也
- 新田（闇金の取り立て） - 清田正浩
- 三沢光一郎（共和女子大学 助教授・光太郎と多賀子の息子） - 浅里昌吾
- 亀井康夫（エル整形美容 秘書・前科3犯） - 積圭祐
- 吉井栞（高校3年生） - 朝比奈えり
- リポーター - 青木一
- 岩崎明子（共和女子大学 2年生・風俗嬢） - 早川夏未
- 桂木文絵（光太郎の正妻・共和女子大学の創立者の娘） - 宇津宮雅代
- 飯嶋昌也（大手スーパー「飯嶋興産」社長） - 綿引勝彦
- 鶴田倫美、外谷光、城ケンジ

第3作「粉飾決算の甘い汁が美人ホステスの死を招く!! 失踪した社長令嬢に秘められた驚愕の遺恨…一枚の領収書が暴く悲しい親子愛」（2007年）
- 佐々木継男（老人ホーム「寿楽の里」事務長・佐々木の息子） - 西川忠志
- 西田道雄（隆蔵の秘書） - 久ヶ沢徹
- 岡村（老人ホーム「寿楽の里」事務員） - 樋渡真司
- 戸川世津子（戸川の妻） - 大塚良重
- 戸川ひかり（戸川と世津子の一人娘） - 大沢さやか
- 美香（戸川の秘書） - 川村亜紀
- 佐々木妙子（継男の妻・銀行頭取の娘） - 井上彩名
- 宮下典子（キャバクラ嬢） - 坂東美佳
- 森田不動産 社員 - 大西耕治
- 矢島（逃亡犯） - 黒田耕平
- 管理人 - 田村泰二郎
- キャバクラ店長 - 本多力
- 中沢美香（キャバクラ嬢） - 三上ユリエ
- 佐々木隆蔵（ビル経営会社「佐々木ビルディング」社長） - 清水綋治
- 戸川鉄男（大手ディスカウントショップ「アレキサンダー」社長） - 尾藤イサオ
- 沢本ゆきみ、てるやひろし、田中慎一郎

第4作「巨大病院連続殺人! 不正経理が死を招く…医療ミスに隠された驚愕の真実…二千万の預金通帳が暴く悲しい親子愛」（2008年）
- 春日玲子（西北大学病院 外科医・芝山の実娘） - 国分佐智子（幼少期：山田華）
- 高原則夫（西北大学病院 事務局） - 遠山俊也
- 越川秀行（西北大学病院 外科医・越川の息子） - 松尾政寿
- 三村恵（OL） - 稲田奈緒（高校生：高井優花）
- アパート大家 - 山下裕子
- 春日美津江（玲子の母・実は芝山の元妻） - 麻生侑里
- 竹田真澄（竹田の妻・美鈴の母） - 大村美樹
- ケアハウスあらかわ 介護士 - 椿真由美
- 竹田（美容院「ヘアーショップTAKEDA」店主・美鈴の父） - 樋口浩二
- 西北大学病院 看護師 - 中村慧子、後藤祐里
- 吉井満（15年前事故死） - 伊藤仁
- 「根津茶庵」店主 - 正源敬三
- 竹田美鈴（5歳・半年前死亡） - 大野百花
- 越川征太郎（西北大学病院 院長） - ささきいさお
- 芝山勝幸（西北大学病院 事務局・実は美津江の元夫で、玲子の実父） - 清水章吾

第5作「着服…不正受給…福祉を食い物にする老人ホームに財務捜査のメスが…謎の連続殺人に秘められた憎しみと償いの真実とは…」（2009年）
- 徳永周吾（介護付き老人ホーム「なごみ園」園長・養子で旧姓「福原」） - 遠藤憲一（少年期：柴崎一輝）
- 吉原高志（なごみ園 介護士） - 太川陽介
- 鹿島はるみ（なごみ園 事務職・徳永の愛人） - 藤森夕子
- 汐入麗美（なごみ園 介護士・キャバクラ嬢） - 馬渕英俚可
- 小野哲也（社会福祉法人「億寿会」理事長） - 小須田康人
- 加賀順次（なごみ園 医師） - 松永博史
- 雨宮瑛子（瑠璃子のいとこ） - 宍戸美和公
- 河合伸篤（フリーカメラマン） - 加藤厚成
- 安西聡（ルポライター） - 大波誠
- 木村よし（アパート「幸福荘」大家） - 関えつ子
- 相葉房江（なごみ園 入居者） - 森康子（ノンクレジット）
- 雨宮俊樹（瑠璃子の叔父・瑛子の父・なごみ園 入居者） - 佐竹明夫
- 大垣祐三（なごみ園 入居者・元外科医） - 品川徹
- 山根寿美子（なごみ園 入居者・認知症） - 水野久美（若き日：石原身知子）

第6作「経営破たんした大規模農園に大企業の黒い影!? 殺害された社長と農薬の関係とは!? 財務捜査と殺人事件が指し示した犯人とは」（2011年）
- 神原猛雄（GF 社長） - 宇梶剛士
- 河田郁美（河田の妻・GFアグリ 専務） - 村井美樹
- 星恵（桂井企画 社長） - 佐藤仁美
- 犬飼庄之助（河田の近所の農家） - 鈴木正幸
- 河田陽一（大規模農園「GFアグリ」〈GFの子会社〉経営者） - 八十田勇一
- 斉藤渉（斉藤の孫） - 佐野泰臣
- リナ（キャバクラ嬢） - 多岐川華子
- 犬飼幸枝 - 和田京子
- 相沢友香（GFアグリ 社員） - 鮎河ナオミ
- 田口八重（郁美の母） - 大原真理子
- 監察医 - 長野里美
- 前嶋雅治（執行官） - 佐野元哉
- 鑑識 - 岡森諦
- 隣人 - 八幡朋昭
- 根岸勉（ミズナミライフ保険 調査員） - 坂本充広
- 桂井企画 社員 - 松林慎司
- 玉木仁史（GF 常務） - 美木良介
- 斉藤実男（河田の近所の農家） - 長門裕之

第7作「大手チェーン居酒屋で殺人事件! その背後に見え隠れする人件費の不正! 財務捜査のメスが10年前の隠された巨悪も暴く!」（2012年）
- 佐山隆一（警視庁捜査二課 新任係長・村上の同期） - 益岡徹
- 三原佐和子（ミリオンダイニング 経理担当常務） - 有森也実
- 徳永美鈴（ミリオンダイニング 社長秘書） - 滝沢沙織
- 漆原久代（ミリオンダイニング 副社長・漆原の妻） - 鷲尾真知子
- 漆原正康（大手居酒屋チェーン「ミリオンダイニング」社長） - 中丸新将
- 石黒卓也（ミリオンダイニング 専務） - 日野陽仁
- 富成光明（代議士） - 飯田基祐
- 田所慶介（ミリオンダイニング エリアマネージャー・板垣の上司） - 乃木涼介
- 板垣正明（萬快酒場 店長） - 松川貴弘
- 一之瀬真弓（板垣の恋人） - 加藤理恵
- 里中（米屋） - 徳永淳
- 居酒屋店員 - 丸高愛実
- 事務員 - 水谷理砂
- 石橋（捜査官） - 野上幸造

第8作「経済ジャーナリスト殺害事件! 複雑に絡まる謎が導くものは真犯人の影!? 13年前の悲劇が現在の事件に大きく関わっていた…」（2014年）
- 大河原健一（ファイナンシャルプランナー・旧姓「長峰」） - 内田朝陽（少年期：石田飛雄馬）
- 唐沢守（経済ジャーナリスト） - 萩野崇
- 長峰綾子（13年前死亡） - 星ようこ
- 長谷川果歩（ヘルタ証券 派遣社員） - Sharo
- 近藤雪乃（近藤の妻・南雲の娘） - 中山忍
- 笹永邦彦（投資コンサルタント・近藤の元同僚） - 相島一之
- 宮沢友美（「フレッシュミントの出会いの会」メンバー） - 酒井麻吏
- 小早川大輔（「フレッシュミントの出会いの会」メンバー） - ト字たかお
- 岡部学（「フレッシュミントの出会いの会」のメンバー） - 天現寺竜
- 近藤智久（ヘルタ証券 社員） - 川﨑麻世
- 笹永美弥子（レストラン「ロス・ミヤコス」経営者・笹永の妻） - 大島さと子
- 南雲大作（元刑事・村上の元上司） - 石倉三郎

## スタッフ
- 企画（編成担当） - 木村理津（第1作）、小玉滋彦（第1作）、山田康裕（第5作）、福田健太郎（第6作・第7作）、保津章二（第8作）
- 脚本 - 石原武龍、橋本以蔵、櫻井武晴、深沢正樹
- 監督 - 伊藤寿浩
- プロデュース - 森川真行、石塚清和（第6作 - 第8作）
- 製作 - TBS、ファインエンターテイメント

## 放送日程
- 第6作は2010年12月13日の予定から変更。

| 話数 | 放送日         | サブタイトル | 脚本     | 監督     | 視聴率 |
| ---- | -------------- | --- | -------- | -------- | ------ |
| 1    | 2004年06月14日 | 元銀行員の財務捜査官・雨宮瑠璃子が、 古巣の銀行で起きたOL殺人事件と3億円横領事件の謎を追う。                              | 石原武龍 | 伊藤寿浩 | 16.6%  |
| 2    | 2005年04月25日 | 美容整形の誘惑が死を招く…謎の名門女子大連続殺人!! 25億の架空寄付金に秘められた驚愕の真実とは!? 領収書の暗号が真犯人を暴く | 石原武龍 | 伊藤寿浩 | 12.3%  |
| 3    | 2007年02月26日 | 粉飾決算の甘い汁が美人ホステスの死を招く!! 失踪した社長令嬢に秘められた驚愕の遺恨…一枚の領収書が暴く悲しい親子愛          | 石原武龍 | 伊藤寿浩 | 13.5%  |
| 4    | 2008年02月04日 | 巨大病院連続殺人! 不正経理が死を招く…医療ミスに隠された驚愕の真実… 二千万の預金通帳が暴く悲しい親子愛                     | 石原武龍 | 伊藤寿浩 | 15.5%  |
| 5    | 2009年11月09日 | 着服…不正受給…福祉を食い物にする老人ホームに財務捜査のメスが… 謎の連続殺人に秘められた憎しみと償いの真実とは…             | 橋本以蔵 | 伊藤寿浩 | 11.7%  |
| 6    | 2011年02月14日 | 経営破たんした大規模農園に大企業の黒い影!? 殺害された社長と農薬の関係とは!? 財務捜査と殺人事件が指し示した犯人とは        | 櫻井武晴 | 伊藤寿浩 | 13.2%  |
| 7    | 2012年07月30日 | 大手チェーン居酒屋で殺人事件! その背後に見え隠れする人件費の不正! 財務捜査のメスが10年前の隠された巨悪も暴く!             | 深沢正樹 | 伊藤寿浩 | 11.1%  |
| 8    | 2014年07月21日 | 経済ジャーナリスト殺害事件！複雑に絡まる謎が導くものは真犯人の影!? 13年前の悲劇が現在の事件に大きく関わっていた…          | 深沢正樹 | 伊藤寿浩 | 5.3%   |

- 視聴率はビデオリサーチ調べ、関東地区・世帯